# Letiště Memphis
Letiště Memphis (anglicky Memphis International Airport, IATA: MEM, ICAO: KMEM, FAA LID: MEM) je civilní a vojenské letiště, které se nachází 7 mil (11.2 km) jihovýchodně od centra města Memphis ve státě Tennessee.
Letiště Memphis je centrála nákladní společnosti FedEx Express a důležitý uzel firmy Northwest Airlines. Mezi lety 1993 až 2009 zde v Memphisu docházelo k největšímu objemu nákladní přepravy, v roce 2010 byl Memphis v objemu nákladní dopravy překonán letištěm Hongkong.